# حجنبار
حُجُنْبَار أو الشجرة المخلدة (الاسم العلمي: Aeonium)، جنس نباتات عصارية نضرة شبه استوائية من فصيلة المخلدية. أنواعه حوالي 35. معظم أنواعه موطنها الأصلي جزر الكناري، يوجد بعضها في ماديرا والمغرب وشرق إفريقيا (على سبيل المثال في جبال سيمين في إثيوبيا). الاسم العلمي مشتق من اليونانية القديمة "aionos" وتعني (خالِد).